# Олабел
„Олабел“ (на английски: Ollabelle) е фолк ансамбъл от Ню Йорк, САЩ.
Неговето име е взето от влиятелната поетеса Ола Бел Рийд (Olla Belle Reed, 1916-2002). Създаден е през 2004 г. – 2 години след нейната смърт.
В ансамбъла членуват 5 музиканти, които произлизат от различни места в САЩ, Канада и Австралия.

## Състав
Членовете на групата са:
- Ейми Хелм – вокали, мандола
- Глен Пача – вокали, клавирни, акордеон
- Байрън Айзекс – вокали, бас китара, китара, добро
- Фиона Макбрейн – вокали, акустична и електрическа китари, електрическа бас-китара
- Тони Лионе – вокали, барабани, перкусии, мандолина

Джими Живаго е бивш член, изпълняващ на електрическа китара и вокали.

## Дискография
- Ollabelle (2004)
- Riverside Battle Songs (2006)
- Before This Time (2009)
- Neon Blue Bird (2011)